# Joachim von Niemitz

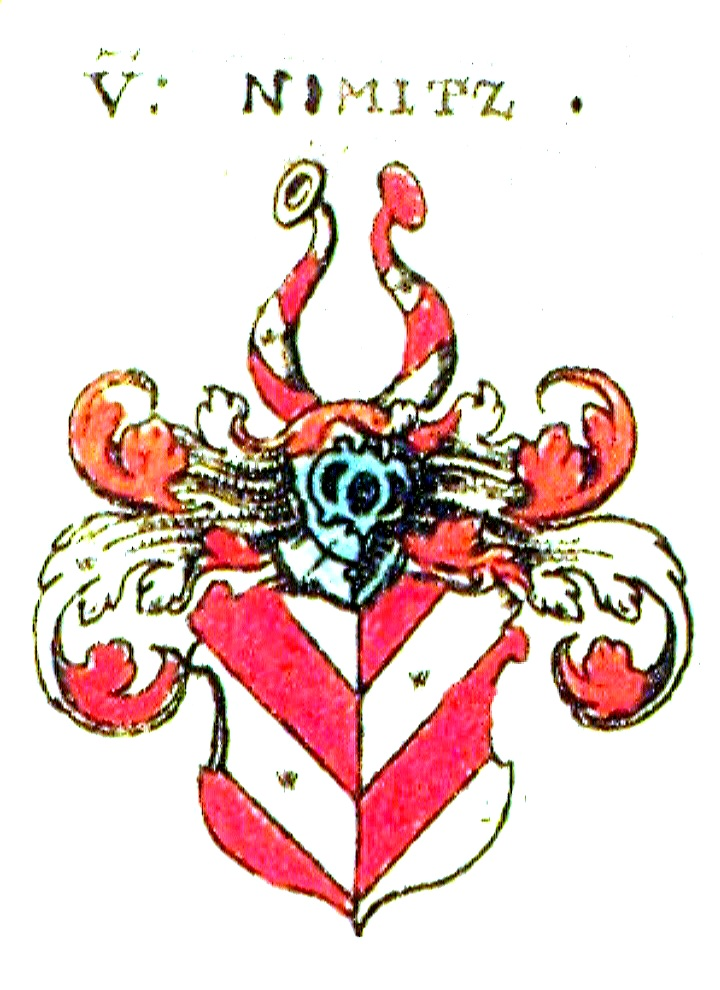
Wappen von Niemitz

Joachim von Niemitz († 1669) war ein schlesischer Adliger, fürstlich Liegnitz-Brieger Rat sowie Landeshauptmann der Weichbilder Strehlen und Nimptsch.

## Leben
Er war Angehöriger des schlesischen Uradelsgeschlechts von Niemitz. Seine Eltern waren Heinrich von Niemitz († 1620) und Barbara geb. von Metzradt und seine Großeltern Heinrich von Niemitz (1562–1604) und Helena geb. von Niemitz. Joachim von Niemitz gehörten in Schlesien die Güter Dirsdorf, Kosemitz, Tadelwitz. Des Weiteren fungierte er als Rat der Fürstentümer Liegnitz und Brieg. Seit 1652 verwaltete er als Landeshauptmann die Weichbilder Strehlen und Nimptsch. Über den frühen Tod seiner ersten Ehefrau 1642 schrieb von Niemitz ein persönliches Gedicht. Joachim von Niemitz starb am Himmelfahrtstag 1669. Seine Leichenpredigt wurde 1669 in Brieg zum Druck gegeben. Mit seinem Tode erlosch der Dirsdorfer Zweig. Joachim von Niemitz war in erster Ehe mit Anna Helena Freiin von Bibran und Modlau († 1642) und in zweiter Ehe mit Anna Maria Freiin von Schaffgotsch und Plagwitz verheiratet. Seine Tochter Helena Constantia von Niemitz (1640–1660) starb ledig an Blattern.